# Гамбург-Айсендорф
Айсендорф (нім. Eißendorf) — частина району Гарбург вільного та ганзейського міста Гамбург. Місцевість межує з частинами району Гарбург: Гаймфельд, Гарбург, Вільсторф і Мармсторф. Айсендорф розташований у хвилястому ландшафті на північному краю Гарбурзьких пагорбів.